# Bentley Arnage
Bentley Arnage – samochód osobowy klasy luksusowej produkowany pod brytyjską marką Bentley w latach 1998 – 2009.

## Historia i opis modelu

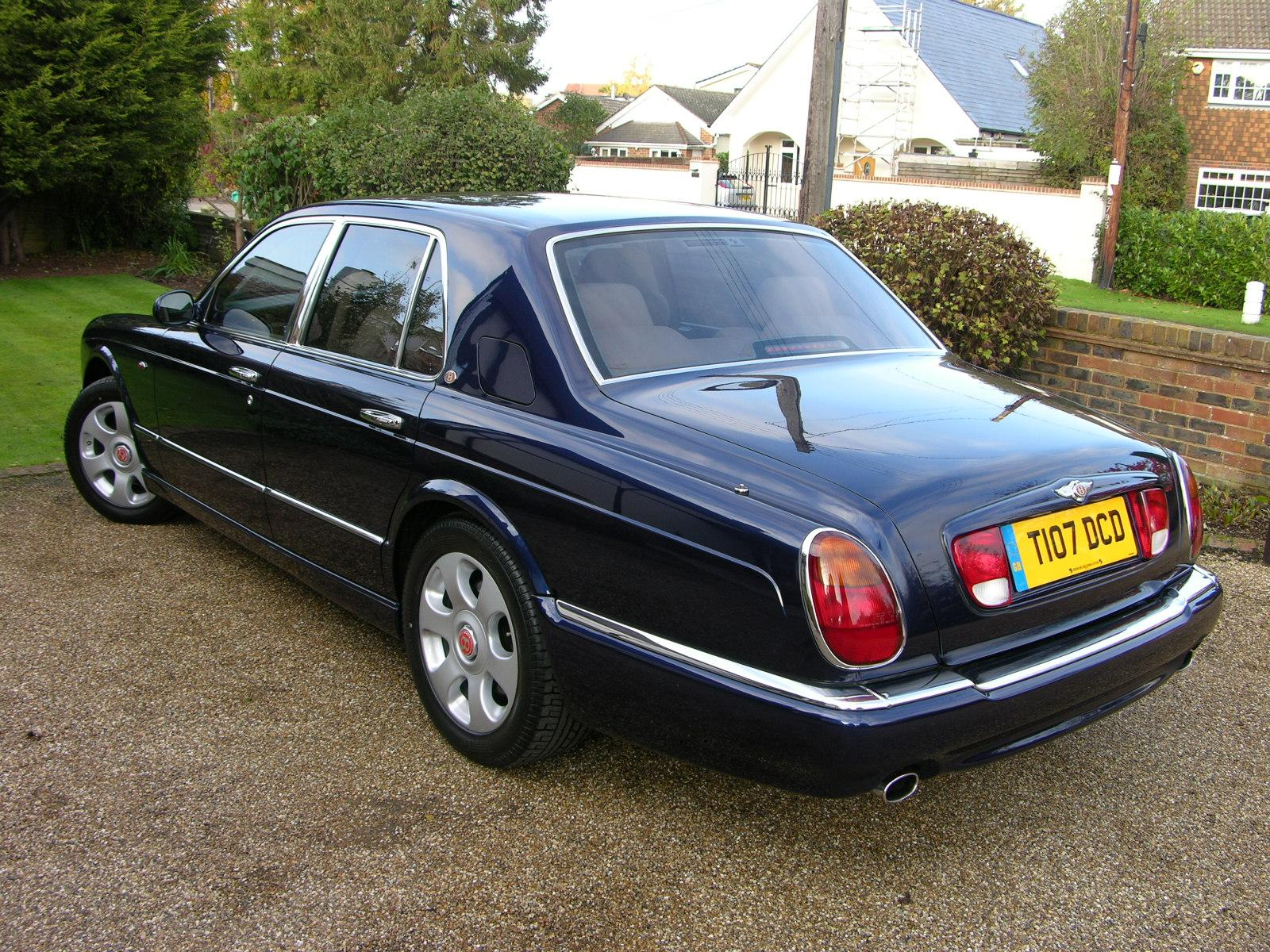
Bentley Arnage - tył

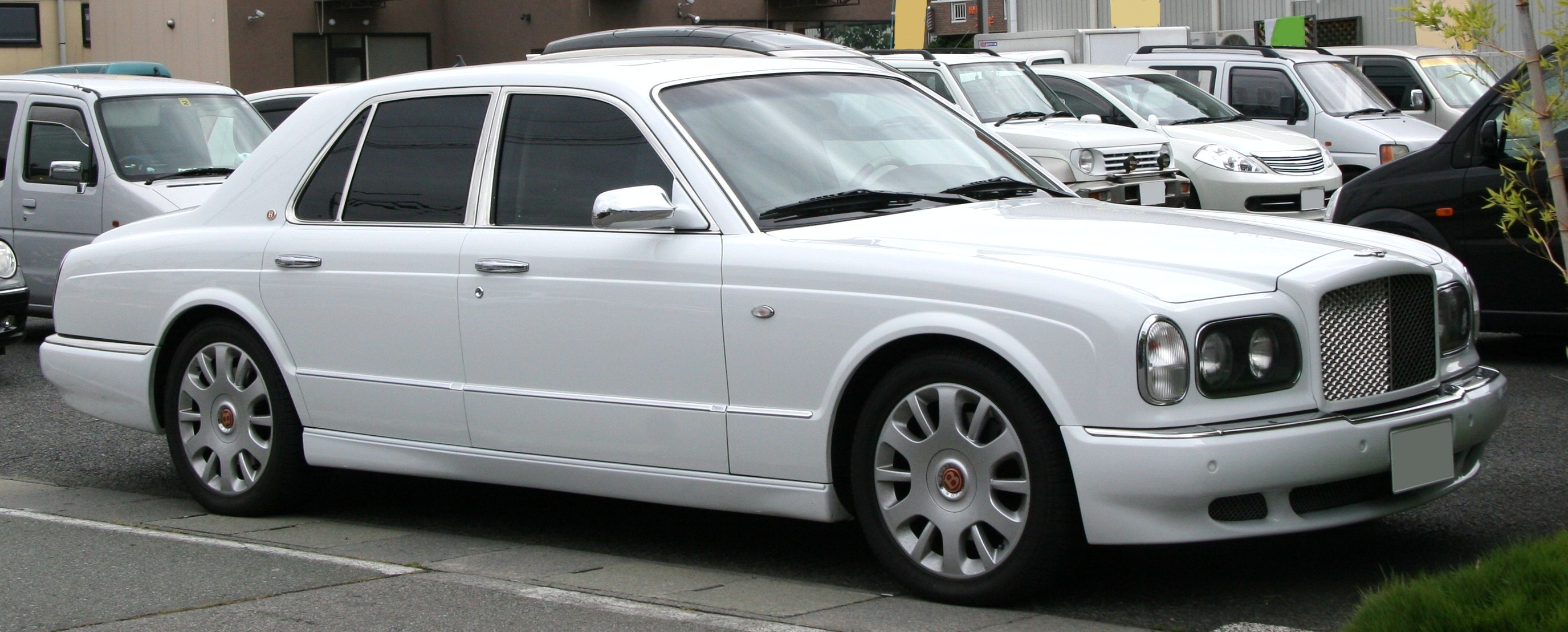
Bentley Arnage po liftingu

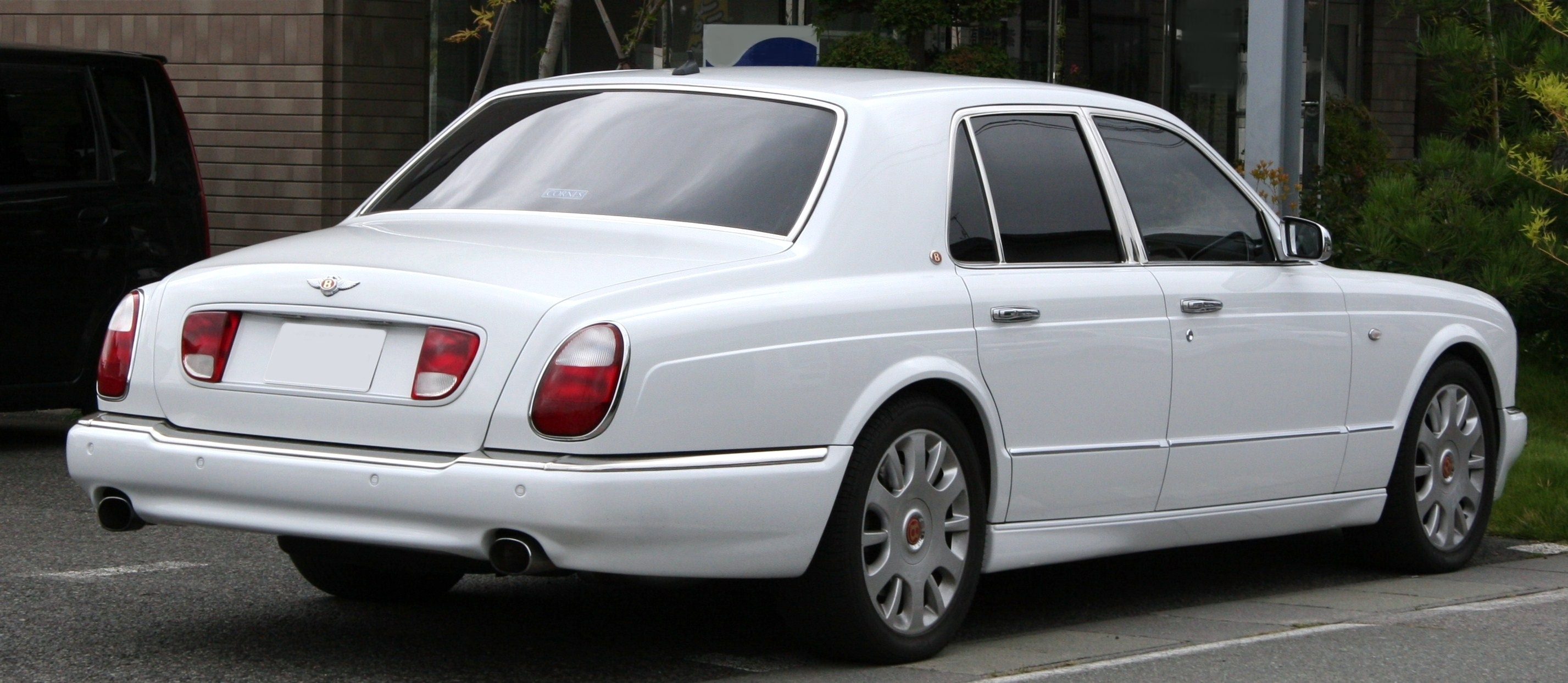
Bentley Arnage - tył po pierwszym liftingu

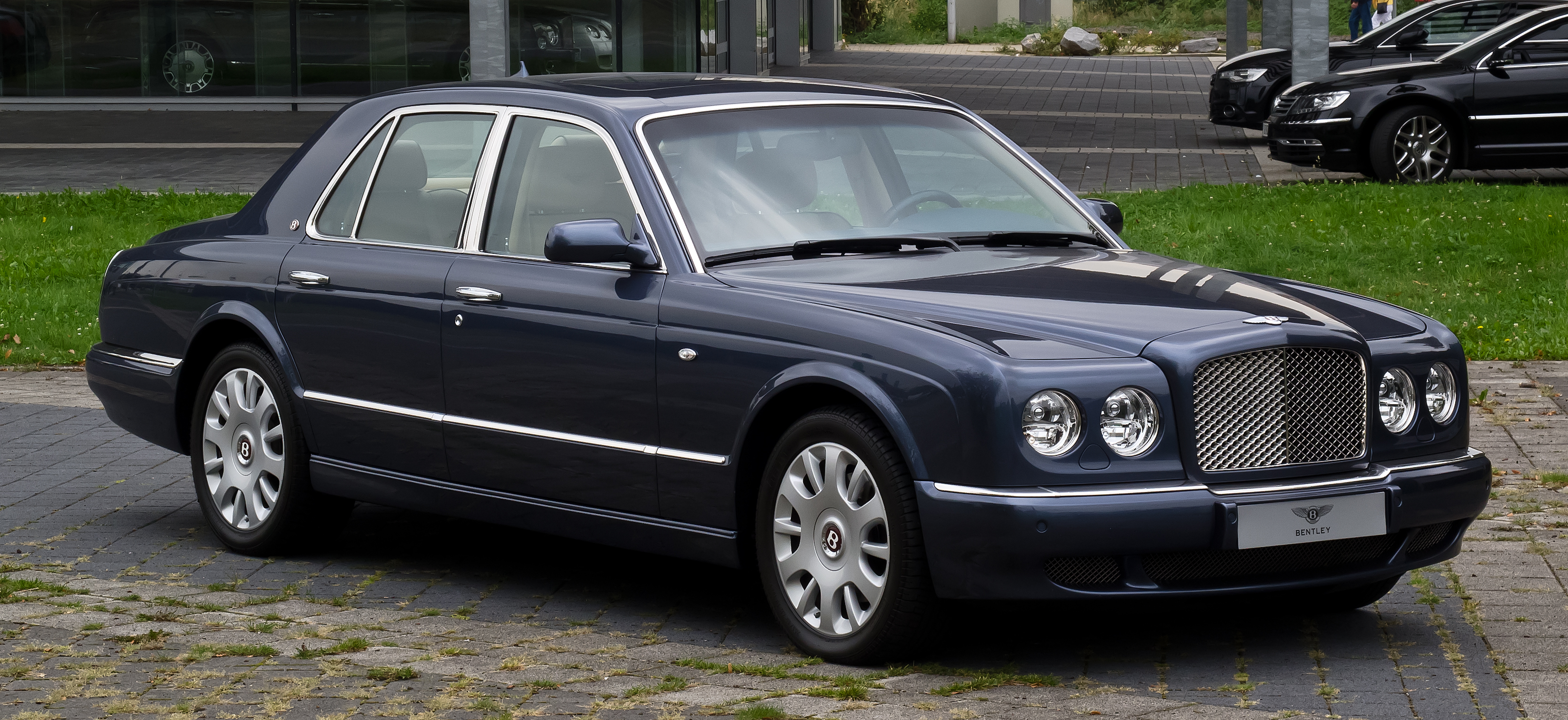
Bentley Arnage po drugim liftingu

Dostępny jako 4-drzwiowy sedan. Następca modelu Brooklands. Początkowo do napędu używano silnika V8 firmy BMW o pojemności 4,4 litra z podwójnym turbodoładowaniem opracowanym przez firmę Cosworth, później zastąpiono go jednostką Bentleya V8 6,75 l. Moc przenoszona była na koła tylne poprzez 4- bądź 5-biegową automatyczną skrzynię biegów. 
W 2007 roku Bentley przeprowadził drugą, gruntowną, ostatnią modernizację, w ramach której zmienił się wygląd pasa przedniego - pojawiły się charakterystyczne podwójne reflektory.

### Dane techniczne
| Wersja                          | Silnik:                          | Układ zasilania: | Śr. × skok tłoka:    | St. sprężania: | Moc maks:                              | Maks. moment obrotowy           |
| ------------------------------- | -------------------------------- | ---------------- | -------------------- | -------------- | -------------------------------------- | ------------------------------- |
| Arnage '98 (Arnage Green Label) | V8 4,4 l (4398 cm³), DOHC, turbo | wtrysk           | 92,00 mm × 82,70 mm  | ?              | 354 KM (260 kW) przy 5500 obr./min     | 570 N•m przy 2500-4200 obr./min |
| Arnage R (Arnage Red Label)     | V8 6,75 l (6750 cm³), OHV, turbo | wtrysk           | 104,10 mm × 99,10 mm | 7,8:1          | 405,6 KM (298,3 kW) przy 4000 obr./min | 835 N•m przy 3250 obr./min      |
| Arnage T                        | V8 6,8 l (6761 cm³), OHV, turbo  | wtrysk           | 104,20 mm × 99,10 mm | 7,8:1          | 507 KM (372,9 kW) przy 4200 obr./min   | 1000 N•m przy 3200 obr./min     |

### Osiągi
| Model                           | Przyspieszenie 0-100 km/h: | Przyspieszenie 0-160 km/h: | Prędkość maksymalna: |
| ------------------------------- | -------------------------- | -------------------------- | -------------------- |
| Arnage '98 (Arnage Green Label) | 6,5 s                      | 15,5 s                     | 240 km/h             |
| Arnage R (Arnage Red Label)     | 6,3 s                      | 15,4 s                     | 249 km/h             |
| Arnage T                        | 5,5 s                      | 12,1 s                     | 288 km/h             |